# Joe Petagno
Joe Petagno (ur. 1 stycznia 1948 w Portland w stanie Maine) – amerykański grafik, znany przede wszystkim ze współpracy z brytyjskim zespołem Motörhead.
W 1972 roku wyjechał do Wielkiej Brytanii gdzie trzy lata później poznał Lemmy’ego Kilmistera z którym nawiązał współpracę. Petagno namalował logo dla nowego zespołu Kilmistera – Motörhead, a także okładkę debiutu płytowego tejże formacji (1977). W latach późniejszych jego prace znalazły się na następujących albumach Motörhead: Overkill (1979), Bomber (1979), Another Perfect Day (1983), Orgasmatron (1986), Rock ‘n’ Roll (1987), Bastards (1993), Sacrifice (1995), Snake Bite Love (1998), We Are Motörhead (2000) oraz Inferno (2004).
Joe Petagno tworzył ponadto m.in. dla takich zespołów jak: Angelcorpse, Nazareth, Autopsy, Bal-Sagoth, Diabolic, Illdisposed, Incantation, Krisiun, Marduk, Sigh, The Black Dahlia Murder, Vader, czy Vital Remains.

## Publikacje
- Orgasmatron, The Heavy Metal Art of Joe Petagno, Feral House 2004, ISBN 978-1-932595-00-0.